# BR-174
Pour les articles homonymes, voir Route 174.
 (avril 2012).
Si vous disposez d'ouvrages ou d'articles de référence ou si vous connaissez des sites web de qualité traitant du thème abordé ici, merci de compléter l'article en donnant les références utiles à sa vérifiabilité et en les liant à la section « Notes et références ».

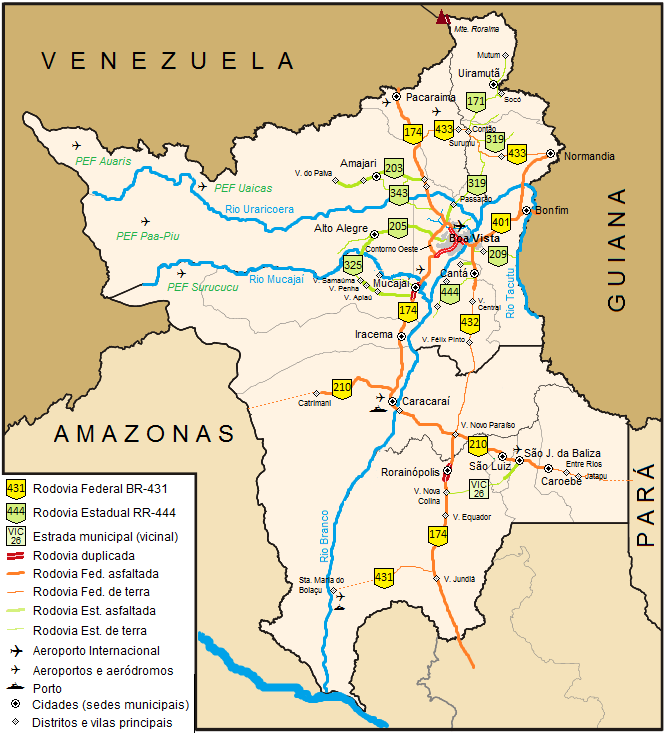
Tracé de la BR-174

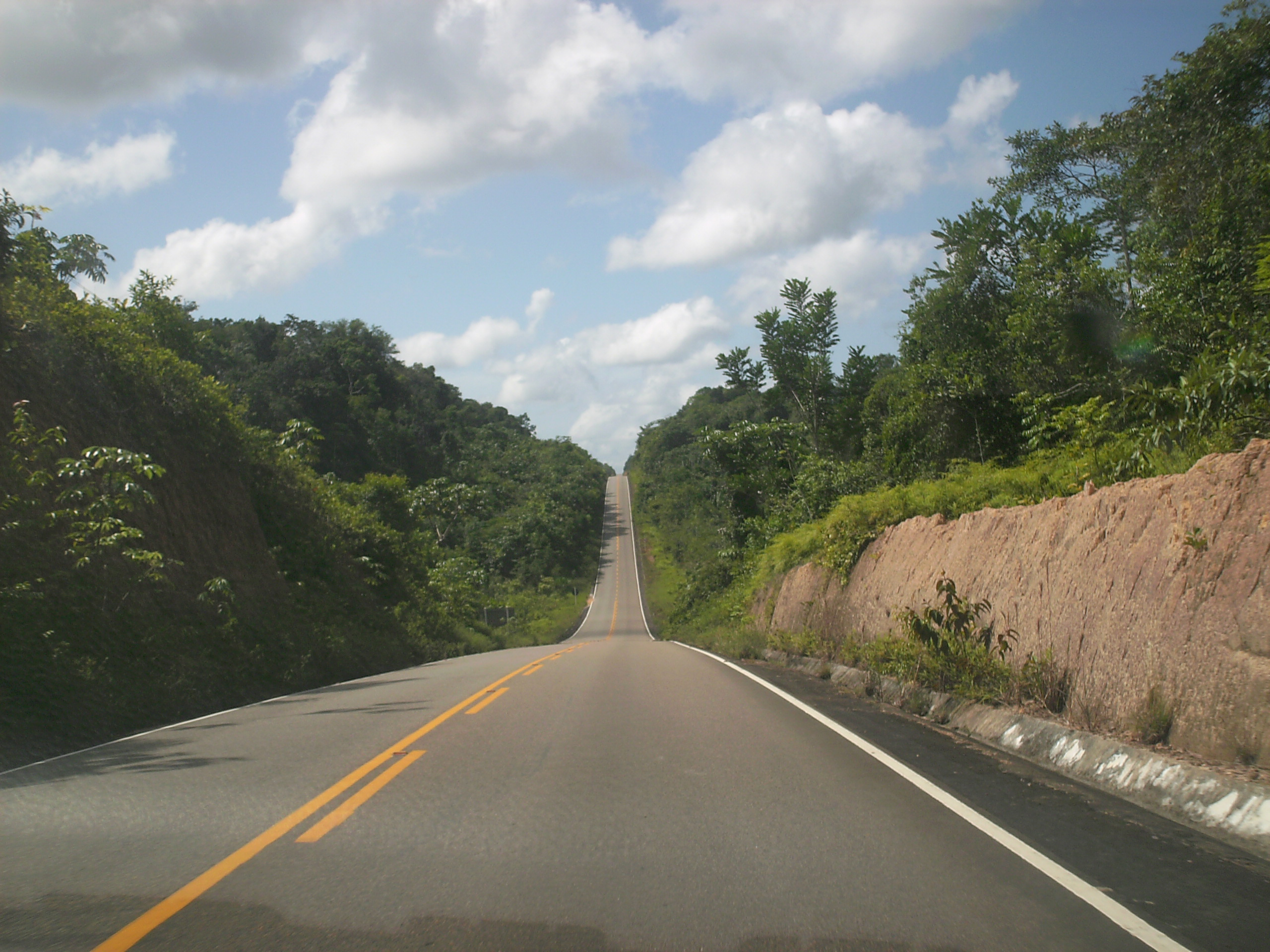
La BR-174 dans la Réserve indigène Waimiri-Atroari, dans l'État brésilien du Roraima.

La BR-174 est une route fédérale du Brésil. Son point de départ se situe à Cáceres, dans l'État du Mato Grosso, non loin de la frontière avec le Paraguay, et elle s'achève sur l'Igarapé Ávila, dans l'État du Roraima, à la frontière avec le Venezuela. Contrairement aux autres routes longitudinales, et avec la BR-163, sa direction est Sud-Nord.
Longue de 2 534,4 km, elle comporte néanmoins plusieurs tronçons non construits ou en voie de construction, notamment entre Vilhena (Rondônia) et quelques kilomètres avant Manicoré (Amazonas) (1 106,8 km). Elle est en très mauvais état ou en cours de réalisation entre Manicoré et Manaus (321,8 km). Son meilleur tronçon est celui entre cette dernière ville et son point d'arrivée, au Nord de l'État de Roraima. Sur cette partie de relation internationale, la route est maintenant mieux entretenue et ne pose quasiment plus de problème de circulation.
Elle dessert, entre autres villes :
- Cáceres (Mato Grosso)
- Pontes e Lacerda (Mato Grosso)
- Comodoro (Mato Grosso)
- Vilhena (Rondônia)
- Aripuanã (Mato Grosso)
- Manaus (Amazonas)
- Mucajaí (Roraima)
- Rorainópolis (Roraima)
- Caracaraí (Roraima)
- Boa Vista (Roraima)
- Pacaraima (Roraima)